# Juryj Astapczanka
Juryj Leanidawicz Astapczanka (biał. Юрый Леанідавіч Астапчанка, ros. Юрий Леонидович Астапченко, Jurij Leonidowicz Astapczenko; ur. 18 czerwca 1945 w Żłobinie) – radziecki i białoruski pracownik branży spożywczej i polityk, deputowany do Rady Najwyższej Republiki Białorusi XIII kadencji, w latach 1996–2008 deputowany do Izby Reprezentantów Zgromadzenia Narodowego Republiki Białorusi I, II i III kadencji.

## Życiorys

### Młodość i praca
Urodził się 18 czerwca 1945 roku w mieście Żłobin, w obwodzie homelskim Białoruskiej SRR, ZSRR. W 1977 roku ukończył Moskiewski Instytut Spółdzielczy, uzyskując wykształcenie ekonomisty. Pracę rozpoczął jako robotnik w składzie drewna w Żłobinie. Odbył służbę wojskową w szeregach Armii Radzieckiej. W latach 1964–1975 pracował jako kucharz, magazynier w herbaciarni, kierownik strefy żywienia zbiorowego, kierownik stołówki, prezes zarządu Strzeszyńskiej Wiejskiej Spółdzielni Spożywców, dyrektor hurtowni Żłobińskiego Rejonowego Związku Spożywców. W latach 1975–1984 był prezesem zarządu Budzkiego Rejonowego Związku Spożywców. W latach 1984–1992 pracował jako kierownik biura Obwodowej Spółdzielni Zaopatrzeniowej, dyrektor generalny Homelskiego Przedsiębiorstwa Hurtowo-Detalicznego „Abłhandlsajuz” (według innego źródła tę postadę zajmował jeszcze w 1995 roku). W 1996 roku pełnił funkcję dyrektora generalnego Białoruskiego Koncernu Zasobów Materiałowych „Biełresursy”.

### Działalność w Radzie Najwyższej
W pierwszej turze uzupełniających wyborów parlamentarnych 29 listopada 1995 roku został wybrany na deputowanego do Rady Najwyższej Republiki Białorusi XIII kadencji z Homelskiego-Zawodskiego Okręgu Wyborczego Nr 79. 5 grudnia 1995 roku został zarejestrowany przez centralną komisję wyborczą, a 9 stycznia 1996 roku zaprzysiężony na deputowanego. Od 23 stycznia pełnił w Radzie Najwyższej funkcję członka Stałej Komisji ds. Przemysłu, Transportu, Budownictwa, Energetyki, Handlu i Innych Usług dla Ludności, Łączności i Informatyki. Był bezpartyjny.

### Działalność w Izbie Reprezentantów
Juryj Astapczanka poparł dokonaną przez prezydenta Alaksandra Łukaszenkę kontrowersyjną i częściowo nieuznaną międzynarodowo zmianę konstytucji. 27 listopada 1996 roku przestał uczestniczyć w pracach Rady Najwyższej i wszedł w skład utworzonej przez prezydenta Izby Reprezentantów Zgromadzenia Narodowego Republiki Białorusi I kadencji. Pełnił w niej funkcję członka Komisji ds. Ekonomiki i członka Rady Izby Reprezentantów. Zgodnie z Konstytucją Białorusi z 1994 roku jego mandat deputowanego do Rady Najwyższej formalnie zakończył się 9 stycznia 2001 roku; kolejne wybory do tego organu jednak nigdy się nie odbyły.
21 listopada 2000 roku został deputowanym do Izby Reprezentantów II kadencji z Homelskiego-Sielmaszewskiego Okręgu Wyborczego Nr 34. Pełnił w niej funkcję członka Stałej Komisji ds. Międzynarodowych i Kontaktów z WNP. Wchodził w skład zjednoczenia deputackiego „Za Związek Ukrainy, Białorusi i Rosji” oraz grup deputackich: „Jedność”, „Wspieranie Rozwoju Ekonomicznego” i „Przyjaciele Bułgarii”. 16 listopada 2004 roku został deputowanym do Izby Reprezentantów III kadencji z tego samego okręgu. Pełnił w niej funkcję zastępcy przewodniczącego tej samej komisji. Jego kadencja w Izbie Reprezentantów zakończyła się 27 października 2008 roku.

## Odznaczenia
- Gramota Pochwalna Zgromadzenia Narodowego Republiki Białorusi[2];
- Gramota Pochwalna Rady Ministrów Republiki Białorusi[10].

## Życie prywatne
Juryj Astapczenka jest żonaty, ma trzy córki. W 1995 roku mieszkał w Homlu.